# Barataki
 (juin 2017).
Barataki (persan : براتكي romanisé en Barātakī) est un village dans la province de Sistan-et-Baloutchistan en Iran. Lors du recensement de 2006, sa population était de 24 habitants répartis dans 5 familles.